# Too Drunk to Fuck
Too Drunk to Fuck est le quatrième single de Dead Kennedys. Le disque sort en mai 1981 sur Cherry Red Records avec The Prey sur la face B. Les deux chansons de ce single sont disponibles sur la compilation Give Me Convenience or Give Me Death (1987).

## Historique
Le single atteint la 36e place dans le UK Singles Chart, bien qu'il n'ait pas été proposé dans certains magasins de disques en raison de son titre provocateur. C'est le premier single du Top 40 britannique à inclure le mot « fuck » dans son titre. la BBC l'interdit de diffusion sur Radio 1. Dans les charts, il est généralement nommé Too Drunk To. Lorsqu'il atteint le Top 40, le présentateur Tony Blackburn l'appelle simplement « un disque d'un groupe se faisant appeler The Dead Kennedys ».[réf. nécessaire] The Dead Kennedys fourni un autocollant pour les magasins de disques qui se sentent offusqués par le titre qui disait: « Attention : vous êtes la victime d'un autre détaillant lourd qui a peur de déformer votre esprit en révélant le titre de ce disque si lentement et voir…»
La chanson présente un riff de surf rock / garage rock du guitariste East Bay Ray et des paroles satiriques de Jello Biafra qui brossent un tableau tranchant d'une fête scandaleuse et débile. La chanson se termine par le bruit d'un homme qui vomit.

## Controverse sur les droits de licence
Après que le reste du groupe a obtenu les droits sur les chansons de Dead Kennedys, il a autorisé Too Drunk to Fuck pour une utilisation dans le film Grindhouse. Aussitôt, Biafra critique ses anciens camarades de groupe, citant spécifiquement la chanson (une reprise de Nouvelle Vague ) utilisée dans une scène de viol dans le film, en disant: « Certaines personnes feront n'importe quoi pour de l'argent ».  Le reste du groupe a répondu en le mettant au défi de donner sa part de l'argent à une œuvre de bienfaisance,. 

## Charts
| Graphique (1981)                     | Point culminant |
| ------------------------------------ | --------------- |
| Graphique indépendant au Royaume-Uni | 1               |
| Graphique des singles britanniques   | 36              |